# Aleksy (metropolita kijowski)
Aleksy, imię świeckie Jelewfierij Fiodorowicz Biakont (ur. między 1292 a 1300 w Moskwie, zm. 12 lutego 1378 tamże) – metropolita kijowski w latach 1354–1378.

## Życiorys
Urodził się między rokiem 1292 a 1300 w rodzinie pochodzącego z Czernihowa bojara Fiodora Biakonta. W wieku dwudziestu lat wstąpił do monasteru Objawienia Pańskiego w Moskwie, gdzie złożył śluby mnisze z imieniem Aleksy i prowadził życie ascetyczne pod kierownictwem duchowym starca Geroncjusza. Od 1340 żył w rezydencji metropolity kijowskiego Teognosta i zajmował się sądownictwem wewnątrzcerkiewnym. 6 grudnia 1350 metropolita wyświęcił go na biskupa włodzimierskiego i suzdalskiego.
Po śmierci Teognosta w 1354 został wyznaczony na metropolitę kijowskiego, z tytułem arcybiskupa Kijowa i Wielkiej Rusi, metropolity i egzarchy. Jako metropolita szczególnie angażował się we wznoszenie nowych monasterów i cerkwi. W 1361 z jego inicjatywy powstały klasztory Czudowski, Spaso-Andronikowski oraz monaster św. Aleksego w Moskwie, rok później – monaster Władyczny w Sierpuchowie i monaster Simonowski. Przyczynił się także do odbudów innych ośrodków życia monastycznego po zniszczeniach wywołanych najazdami tatarskimi. W 1370 na jego polecenie odbudowano monaster Zwiastowania w Niżnym Nowogrodzie. W okresie sprawowania przez niego urzędu metropolity wzrosła polityczna pozycja metropolitów kijowskich i ich autorytet w społeczeństwie.
Zmarł w Monasterze Czudowskim i został pochowany w jednej z jego cerkwi. W 1431 miały w niej zostać odnalezione jego nierozłożone relikwie. Przypisuje mu się ponadto cudowne uzdrowienie Tajduły, żony chana Ozbega.
Przetrwały dwa jego pisemne pouczenia: jedno skierowane do wszystkich wiernych i drugie adresowane do mieszkańców Nowogrodu.
Kanonizowany przez Rosyjski Kościół Prawosławny. Jego wspomnienie przypada (według kalendarza juliańskiego) 5 października, 12 lutego i 20 maja. Relikwie Aleksego, po zniszczeniu Monasteru Czudowskiego w epoce ZSRR, znajdują się w soborze Objawienia Pańskiego w Moskwie.
W 2011 w Moskwie, w pobliżu żeńskiego monasteru Poczęcia św. Anny, odsłonięto jego pomnik. Zdaniem Riasanovsky'ego był jednym z najwybitniejszych hierarchów prawosławnych rezydujących w Moskwie.